# Jolán Kleiber-Kontsek
Jolán Kleiber-Kontsek, född 29 augusti 1939 i Budapest, död 20 juli 2022 i Budapest, var en ungersk friidrottare.
Hon blev olympisk bronsmedaljör i diskuskastning vid sommarspelen 1968 i Mexico City.